# パラノマサイト FILE23 本所七不思議
『パラノマサイト FILE23 本所七不思議』（パラノマサイト ファイルにじゅうさん ほんじょななふしぎ、英題：PARANORMASIGHT: The Seven Mysteries of Honjo）は、スクウェア・エニックスより2023年3月9日に発売されたゲームソフト。

## 概要
昭和後期の墨田区を舞台にしたホラーアドベンチャーゲーム。本所七不思議の伝承に紐づけられた呪いを有した「呪詛珠」を手に入れた登場人物たちが、それによって魂を集めることで《蘇りの秘術》を得ようとするという群像劇。ストーリーの中盤からは、各登場人物の視点を切り替えながら物語を読み解いていくシステムになっている。
かつてゲーム会社の元気で『探偵・癸生川凌介事件譚』シリーズなどを手掛けた石山貴也がディレクター・シナリオライターを担当している。石山によると、タイトルの「パラノマサイト」は「パラノーマル（超常現象）を覗き見る力、およびその光景（サイト）」を示す造語、「FILE23」は本作が無数にあるうちの1エピソードであることを示すもので、後にシリーズ化したいという石山の思いが込められている。

## 登場人物

### 主要人物
興家彰吾（おきいえ しょうご）
「ヒハク石鹸」の企画部に勤める会社員。葉子についていく形で本所七不思議を調査していた折に、「置いてけ堀」の呪詛珠に取り憑かれる。
福永葉子（ふくなが ヨーコ）
錦糸堀公園で本所七不思議の手がかりを求めていたところで彰吾に声をかけられて知り合ったオカルト好きな女性。《蘇りの秘術》で愛犬のオゴポゴを蘇らせたいと語る。
志岐間春恵（しぎま はるえ）
興家彰吾編をクリアすると解放される主人公のうちの一人。
専業主婦。1年前に息子の修一が誘拐殺人事件に巻き込まれ死亡している。単身赴任中の夫との夫婦仲は冷え切っており、大きな屋敷でほぼ一人で暮らしている。「送り拍子木」の呪詛珠に取り憑かれ、《蘇りの秘術》で息子を蘇らせることを強く望んでいる。
櫂利飛太（かい りひた）
私立探偵。自身の事を「プロタン（プロの探偵の略）」と自称するなど奇抜な言動も多いが、探偵としての実力は確か。春恵の依頼で誘拐事件の真相を調査しているほか、春恵に協力するため他の呪詛珠所持者の情報も集めている。かつては襟尾と同期の警察官であった。
津詰徹生（つつみ てつお）
興家彰吾編をクリアすると解放される主人公のうちの一人。
警視庁捜査一課に勤める警部。旧安田庭園での事件捜査中に「落葉なき椎」の呪詛珠に取り憑かれる。かつて秘匿部署の「心霊対策室」に勤めていた経験があるため、事実を即座に受け入れた。被害を最小限にしようと他の人物が持つ呪詛珠を回収しようと努める。妻子持ちであったが、自身の仕事柄の影響もあり家庭を顧みなかった事で妻と上手くいかず、既に離婚している。一人娘とも疎遠になっている状態だが、愛情は持っており度々気にかけている。
襟尾純（エリオ じゅん）
警視庁捜査一課に勤める巡査部長。津詰の相棒刑事として事態の解決に奮闘する。津詰のことを心から尊敬しているが、歯に衣着せぬストレートな物言いで困惑させることが多いマイペースな性格。
逆崎約子（さかざき やっこ）
興家彰吾編をクリアすると解放される主人公のうちの一人。
駒形高校に通う高校2年生。実家は駄菓子屋を経営している。本来は明るく前向きな性格だが、幼馴染の美智代が亡くなってからやや塞ぎ込んでいる。彼女の死は自殺だという捜査結果に納得がいかず、夜の高校でこっくりさんを行い真相を究明しようとしていた。そこで「馬鹿囃子」の呪詛珠に取り憑かれる。
黒鈴ミヲ（くろすず みを）
オカルトに詳しい女子高生。2か月前に駒形高校に転校してきた。霊感に優れており、約子に頼まれて一緒にこっくりさんを行った事がきっかけで仲良くなり、呪詛珠に取り憑かれた約子に対して冷静にアドバイスをしたり、呪詛珠を使わないよう諫めたりしている。警視庁にある「心霊対策室」の室長で霊能力者である名河越懺の弟子であり、その繋がりで津詰とも面識がある。温厚で良識な性格であるが、霊障を解決しながら転々としていたため転校も多く、友達が少ない。
ファミ通.comで行われた「好きなメインキャラクターランキング」では1位を獲得。ぽっちゃり体型になったのはディレクター石山の要望。

### その他の人物
並垣祐太郎（なみがき ゆうたろう）
エリートコースを歩んでいる学生。「足洗い屋敷」の呪詛珠に取り憑かれている。
ファミ通.comで行われた「好きなサブキャラクターランキング」では1位を獲得。
灯野あやめ（とうの）
並垣祐太郎と行動をともにしている美大生。
志岐間修一（しぎま しゅういち）
春恵の息子。本編開始の1年前、誘拐殺人事件に巻き込まれ死亡している。
吉見肇（よしみ はじめ）
墨田署の生活安全課に勤める巡査長。襟尾や利飛太と同期。本編開始の前日、旧安田庭園で変死体となって発見される。
蝶澤麻由（ちょうざわ まゆ）
吉見の婚約者。都内の美容院で勤務している。
白石美智代（しらいし みちよ）
駒形高校の2年生で、約子の幼馴染。本編開始の1週間前、死体となって発見される。
奥田瞳（おくだ ひとみ）
駒形高校の2年生。スケバン。
城之内耕兵（じょうのうち こうへい）
駒形高校の英語教師で、約子らの担任。
葦宮誠（あしみや まこと）
駒形高校の校務員。
新石英樹（あらいし ひでき）
郷土史研究家で、駒形高校の非常勤講師も兼任している。「消えずの行灯」の呪詛珠に取り憑かれている。
岩井官吉郎（いわい かんきちろう）
白石美智代の母親の内縁の夫。
根島史周（ねじま ふみちか）
虐殺事件「根島事件」の犯人。
弓岡巧己（ゆみおか たくみ）
「ヒハク石鹸」の会長秘書。
山森ナツヱ（やまもり）
「ヒハク石鹸」の会長。
案内人
パラノマサイトを導く案内人。

## 評価
Steamでの約140件のレビューにおいて97%のユーザーからの高評価を獲得している。メタスコアにおける評価では、2023年3月現在100点中86点を獲得している。
日本ゲーム大賞2023では、優秀賞を受賞。

## コラボレーション
スクールガールストライカーズ2
本作と同じく石山貴也・小林元が手掛け、スクウェア・エニックスが運営するスマートフォン向けゲーム。
パラノマサイト発売直前の2023月27日よりコラボ施策が開始し、ログインボーナスとしてゲーム内アイテムのコラボポスターやなめどりステッカーが入手できた。また、コラボイベント『発売直前コラボ！ 新作ゲーム『パラノマサイト』の不思議を大調査！#PR』ではイベントストーリーも石山がシナリオ、小林がコラボイベント用のキャラクター『尾振ぱらの』のデザインを手掛け、イベント報酬では利飛太のコスチュームを獲得できた。
この他YouTubeにてクリエイター対談の動画が公開された。
探偵・癸生川凌介事件譚
元気が発売したゲームシリーズ。前述のように、本作と同じく石山貴也が手掛けており、本作の発売に合わせてコラボレーション動画の制作やプレゼント企画が実施された。
月刊ムー
ワン・パブリッシング発行のオカルト誌。ムーが監修した冊子「本所七不思議探索地図 令和版」が墨田区観光協会より無料配布された。